# El cosmonauta
El cosmonauta es una película española de ciencia ficción, o de historia alternativa, estrenada en mayo de 2013. Fue filmada en Letonia, Rusia y España, en idioma inglés. Ambientada en la antigua Unión Soviética durante la época de la carrera espacial, en un supuesto viaje a la Luna.
Financiada en gran parte mediante la fórmula del micromecenazgo o financiación colectiva a través de pequeñas donaciones. En su distribución recurrió simultáneamente a todos los sistemas: estreno convencional en salas de cine, emisión en TV, venta de libro con DVD, y acceso gratis en Internet.  

## Sinopsis
En un centro de entrenamiento de cosmonautas soviéticos, Stas y Andrei se preparan para futuras misiones espaciales. Allí conocen a Yulia, que es deseada por ambos. Pronto Stas será enviado a la Luna en una misión secreta. En el viaje de regreso a la Tierra se producen contratiempos. Yulia también se verá afectada.

## Críticas
Su original producción y su calidad fotográfica son los méritos más destacados.
Su estructura no lineal y el ritmo lento narrativo se han señalado negativamente.
La película también ha sido calificada como un poema en imágenes, que es difícil que llegue al corazón de las masas.

## Reconocimientos y secuelas
Tras su estreno, la productora, Riot Cinema Collective S. L.,  tuvo que hacer frente a numerosos problemas incluida la devolución de 73.000 euros de los 99.500 de subvención otorgada por el Instituto de Cinematografía y las Artes Visuales (ICAA), por lo que al no poder hacer frente al pago tuvo que declararse en suspensión de pagos y cerrar.
Fue candidata a los Premios Goya en su 28.ª edición.
En 2018 Arturo M. Antolín, que había participado en la película, realizó un documental Hard as indie, sobre el proyecto, realizado con material making of.